# Cantonul Gravelines
Cantonul Gravelines este un canton din arondismentul Dunkerque, departamentul Nord, regiunea Nord-Pas-de-Calais, Franța.

## Comune
- Grand-Fort-Philippe
- Grevelingen (Gravelines) (reședință)
- Kraaiwijk (Craywick)
- Loon-Plage
- Sint-Joris (Saint-Georges-sur-l'Aa)